# Melaleucoides
Melaleucoides is een geslacht van wantsen uit de familie van de Miridae (Blindwantsen). Het geslacht werd voor het eerst wetenschappelijk beschreven door Schuh & Weirauch in 2010.

## Soorten
Het genus bevat de volgende soorten:

- Melaleucoides akaina Schuh & Weirauch, 2010
- Melaleucoides annae Schuh & Weirauch, 2010
- Melaleucoides beaufortiae Schuh & Weirauch, 2010
- Melaleucoides brevifoliae Schuh & Weirauch, 2010
- Melaleucoides cassisi Schuh & Weirauch, 2010
- Melaleucoides castanea Schuh & Weirauch, 2010
- Melaleucoides grossi Schuh & Weirauch, 2010
- Melaleucoides leuropomae Schuh & Weirauch, 2010
- Melaleucoides micranthae Schuh & Weirauch, 2010
- Melaleucoides ozzii Schuh & Weirauch, 2010
- Melaleucoides pileanthicola Schuh & Weirauch, 2010
- Melaleucoides rhaphiophyllae Schuh & Weirauch, 2010
- Melaleucoides sheathianae Schuh & Weirauch, 2010
- Melaleucoides similis Schuh & Weirauch, 2010
- Melaleucoides systenae Schuh & Weirauch, 2010
- Melaleucoides uncinatae Schuh & Weirauch, 2010
- Melaleucoides undulatae Schuh & Weirauch, 2010
- Melaleucoides verticordia Schuh & Weirauch, 2010